# Palo Blanco, Acapetahua
Palo Blanco är en ort i Mexiko.   Den ligger i kommunen Acapetahua och delstaten Chiapas, i den sydöstra delen av landet, 800 km sydost om huvudstaden Mexico City. Palo Blanco ligger 20 meter över havet och antalet invånare är 238.
Terrängen runt Palo Blanco är platt. Runt Palo Blanco är det ganska tätbefolkat, med 96 invånare per kvadratkilometer. Närmaste större samhälle är Acapeteahua, 6,8 km nordost om Palo Blanco. Omgivningarna runt Palo Blanco är en mosaik av jordbruksmark och naturlig växtlighet.